# Кизя Лука Єгорович
Лука́ Єго́рович Ки́зя (8 (21) лютого 1912, село Жихове Чернігівської губернії — 29 грудня 1974, Київ) — український радянський політичний діяч, учасник партизанського руху, дослідник історії німецько-радянської війни, доктор історичних наук, дипломат, надзвичайний і повноважний Посол II-го класу.

## Біографія
Народився 8 (21 лютого) 1912 року в селі Жиховому Чернігівської губернії (нині Середино-Будського району Сумської області).
У 1940 році закінчив Чернігівський учительський інститут, у 1948 році — Київський педагогічний інститут, доктор історичних наук.
З 1940 по 1941 рік працював директором середньої школи в Сумській області.
Учасник німецько-радянської війни. З 1941 до 1943 року — комісар партизанського загону і секретар Середино-Будського підпільного районного комітету КП(б)У Сумської області. З 1943 до 1944 року — командир партизанського загону та комісар партизанського з'єднання на Рівненщині. У 1944 році — секретар Ровенського підпільного обласного комітету КП(б)У.
З 1944 до 1951 року — директор Республіканської виставки «Партизани України в боротьбі проти німецько-фашистських загарбників».
З вересня 1951 до липня 1956 року — голова правління Українського товариства культурних зв'язків із закордоном, доцент Київського університету.
З липня 1956 до лютого 1959 року — заступник міністра вищої і середньої спеціальної освіти Української РСР.
У 1959—1960 роках — старший науковий співробітник Інституту історії АН УРСР.
У 1960—1961 роках — завідувач відділу міжнародних організацій і член колегії Міністерства закордонних справ Української РСР.
З 29 липня 1961 до серпня 1964 року — Постійний представник Української РСР при ООН. Працюючи Постійним представником Української РСР при ООН, Л. Кизя вирішив не допустити спорудження у Вашингтоні, пам'ятника духовному Батьку українського народу — Тарасу Григоровичу Шевченку. За вказівкою з Москви, Л. Кизя підготував для газети "Вашингтон пост",  статтю проти представників української діаспори в США, які споруджували монумент нашому Кобзарю, стверджуючи, що цей пам'ятник сприятиме розпалюванню холодної війни між СРСР і США. За його підписом до Держдепу США було підготовлено від імені Постпредства України петицію з наполяганням заборонити споруджувати у Вашингтоні пам'ятник Т. Г. Шевченку.
У вересні 1964 — вересні 1967 року — заступник міністра вищої і середньої спеціальної освіти Української РСР.
У 1967—1974 роках — старший науковий співробітник Інституту історії АН УРСР.

Могила Луки Кизі

Помер 29 грудня 1974 року у Києві. Похований на Байковому кладовищі.

## Праці
Лука Кизя автор праць:
- «Народні месники» (Львів, 1960);
- «Шляхи нескорених» (спільно з В. А. Бегмою, Київ, 1965);
- «Основные вопросы партизанского движения на Украине в период Великой Отечественной войны (1941—1945)» (Київ, 1965) та інших.

## Нагороди
Нагороджений орденом Богдана Хмельницького 1 ступеня (1944), орденом Червоного Прапора, орденом Трудового Червоного Прапора, орденом Вітчизняної війни 1 ступеня, орденами Польщі та Чехословаччини. Нагороджений також Почесною грамотою Президії Верховної Ради Української РСР (11.04.1972)